# Igreja de São Estêvão (Rochester Row)

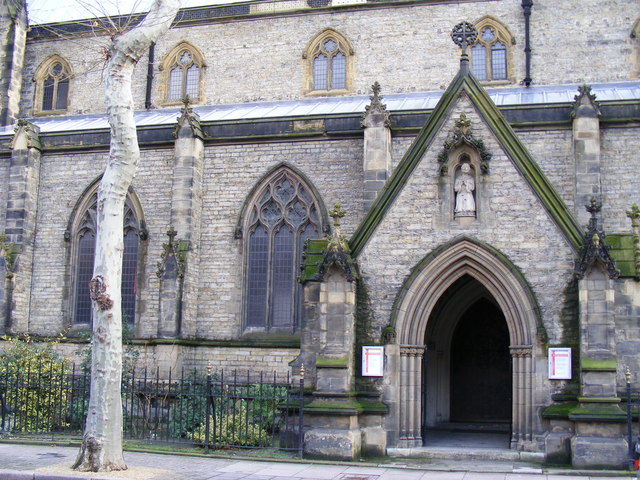
Entrada para Igreja de são Estêvão

A Igreja de são Estêvão em Rochester Row, Londres, é um edifício listado como grau II *.
Devido aos danos causados por bombas em São João, Smith Square, em 1941, a sua paróquia foi unida a São Estêvão em 24 de novembro de 1950, tornando-se a paróquia de São Estêvão e São João.